# Joseph Friedrich Lentner
Joseph Friedrich Lentner (* 18. Dezember 1814 in München; † 23. April 1852 auf Schloss Lebenberg bei Meran) war ein bayerischer Schriftsteller, Maler, Illustrator und Ethnograph.

## Werke
- Novellenbuch. 3 Bände. Magdeburg 1848.
- Chronica von dem Geschloße und der Vesten ze Lebenberg. Plant, Meran o. J. (online)